# Плотников, Иван Васильевич

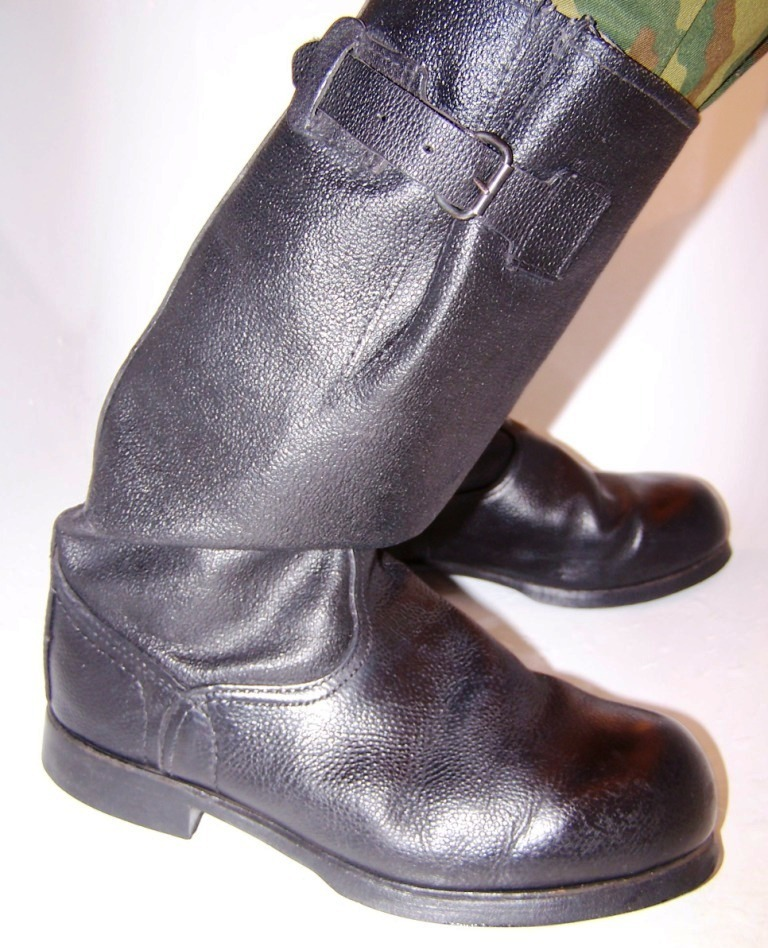
Сапоги из кирзы

Иван Васильевич Пло́тников (1902, Ново-Александровка, Тамбовская губерния — 1995) — советский химик и изобретатель, который известен благодаря своей переработке кирзы, типа искусственной кожи, основанной на многослойной текстильной ткани, изменённой как мембрана субстанции, дешёвой и эффективной замены настоящей кожи животных. Материал в основном используется в производстве военных сапог и автомобилей.

## Биография
Родился в 1902 году в селе Ново-Александровка (ныне — Новиково, Тамбовская область) в семье крестьянина. В 1920 году стал студентом Московского высшего электротехнического училища, откуда на следующий год перешёл в МХТИ. В 1922 году был обвинён в том, что «является сыном кулака». Вскоре был восстановлен в правах.
С 1935 года работал в Кирове, на Кировском заводе, который производил искусственную кожу. Название Кирза, по одной из версий, — акроним слова Кировский завод, который послужил первым местом массовой продукции кирзы, хотя возможно, что это всего лишь «народная этимология», — более вероятной представляется версия о том, что слово «кирза» произошло от англ. Kirsei, или англ. kersey— по названию деревушки Kersey в Англии, где разводили особую породу овец, из шерсти которой вырабатывалась эта ткань).
Технология изготовления кирзы переработана Плотниковым в 1935 году и его помощником, инженером Хомутовым. Массовое производство началось во время Советско-финской войны. Изначально материал оказался непригодным для использования в зимних условиях, и производство было остановлено. Однако, очень скоро технология была усовершенствована, и массовое производство было возобновлено осенью 1941 года, во время немецкого вторжения, так как большое количество недорогой обуви было очень необходимо для РККА.
Автор более 200 научных работ.

## Награды и премии
- Сталинская премия II степени (10 апреля 1942) — за изобретение и внедрение в промышленность заменителей кожи[2]
- два ордена «Знак Почёта»
- медали

## Память
В селе Новиково на здании церковно-приходской школы при Иоанно-Богословской церковно-учительской школе (ныне — профессиональное училище № 7), где учился И. В. Плотников, в 2010 году установлена мемориальная доска.